# Kościół Świętych Apostołów Piotra i Pawła w Szklarach Górnych
Kościół w Szklarach Górnych – kościół w Szklarach Górnych w Polsce w województwie dolnośląskim, w powiecie lubińskim, w gminie Lubin.

## Historia
Około 1331 r. w miejscu istniejącego obecnie kościoła wzniesiono drewniany kościół, o którym pochodzi wzmianka z 1376 r. W 1516 r. w miejscu drewnianego kościoła z fundacji ówczesnego właściciela dóbr w Szklarach Górnych Glaubitza zbudowano kościół z kamienia i cegły z datą pierwszego kościoła. W 1596 r. kościół wyposażono w ambonę. W XVII wieku właścicielem gruntów i zarządcą kościoła był polski ziemianin Andrzej Kłobuczyński. Około 1720 r. ufundowano nowy rzeźbiony w drzewie ołtarz w stylu barokowym, którego fundatorem był prawdopodobnie właściciel okolicznych dóbr hrabia d'Hantois de Bronne z Lotaryngii, a w 1740 r. późnobarokowy rzeźbiony prospekt organowy. W 1813 r. podczas kampanii napoleońskiej z kościoła zrabowano większość naczyń liturgicznych. W 1820 r. w kościele przeprowadzono prace restauracyjne. Gruntownej renowacji kościoła oraz licznych zabytków zgromadzonych w kościele dokonano w latach 1908–1915 z inicjatywy i na koszt ówczesnego właściciela majątku Franciszka Walentego Ballestrema.
Około XVI wieku kościół przejęli luteranie. Świątynia przez ponad 400 lat służyła wyznaniu ewangelicko-augsburskiemu. W okresie gdy kościół był luterański, na przykościelnym cmentarzu od północy grzebano zmarłych wyznania rzymskokatolickiego, a od południa ewangelików. W 1949 r. kościół przejęli księża salezjanie.

## Architektura
Kościół orientowany, murowany, dwunawowy, halowy z przyporami w części nawowej. Cztery przęsła naw sprzężone są sklepieniem krzyżowym. Prezbiterium prostokątne, przy którym od strony północnej znajduje się zakrystia. Kruchta oraz kaplica z oknami w kształcie elipsy położone są po południowej stronie nawy. Okna części nawowej ostrołukowe, pozostałe o wykroju pełnym lub prostokątne. W osi budowli od zachodniej strony znajduje się wieża pokryta ostrosłupowym dachem. Dolna część wieży ma obrys czworokąta, zaś od poziomu kalenicy dachu głównego ośmiokąta. Dachy dwuspadziste ceramiczne.

## Wnętrze
Wnętrze kościoła posiada, bogaty w większości, barokowy wystrój. Główny element wystroju stanowi piękny drewniany ołtarz z przełomu XVII i XVIII wieku, z bogatą dekoracją snycerską. W nawie bocznej i kaplicy umieszczone są dekoracyjne ołtarze boczne z ok. 1720 r. oraz renesansowa drewniana ambona z 1596 r. o cechach manierystycznych. Na wschodnim filarze umieszczony jest wysokiej klasy obraz ze szkoły włoskiej "Madonna z Dzieciątkiem". W kruchcie renesansowa chrzcielnica z XV wieku, wewnątrz kościoła piękne rzeźbione stalle z początku XVIII wieku. W prezbiterium mieści się osiemnaście płyt nagrobnych z postaciami zmarłych, które ustawione są po prawej i lewej stronie ołtarza. Płyty zwieńczone są wspólnym belkowaniem wspartym na korynckich kolumnach. Płyty stanowią unikalną kolekcję rzeźby nagrobnej o doskonałych proporcjach i rysunku, z których wyróżnia się czternastowieczna gotycka płyta nagrobna z wizerunkiem prawdopodobnie fundatora. Pojedyncze nagrobki znajdują się w kaplicy bocznej oraz w kruchcie. W obrębie murów okalających kościół znajdują się resztki zabytkowego cmentarza przykościelnego.

### Organy
Organy wybudowała firma Schlag & Söhne w 1908 roku jako opus 858. Późnobarokowy prospekt przeniesiono z miejscowości Żelazny Most. Aby zmieścił się na emporze, odcięto jego dolną część. Z wnętrza szafy widać miejsce po dawnym stole gry. Przy kontuarze znajduje się nowa ławka, gdyż oryginalna jest zmagazynowana na terenie kościoła. Instrument w powietrze zaopatruje dmuchawa pochodząca z czasów budowy instrumentu. Jedyny udokumentowany remont organów miał miejsce w latach 90. i wykonany został przez firmę Chrobak.
Dyspozycja instrumentu:
| Manuał I                 | Manuał II             | Pedał            |
| ------------------------ | --------------------- | ---------------- |
| 1. Bordun 16             | 1. Flöten-Principal 8 | 1. Violon 16     |
| 2. Principal 8           | 2. Salicional 8       | 2. Subbass 16    |
| 3. Gambe 8               | 3. Aeoline 8          | 3. Violoncello 8 |
| 4. Hohlflöte 8           | 4. Gedeckt 8          |                  |
| 5. Octave 4              | 5. Traversflöte 4     |                  |
| 6. Progr. harm. 2-3 fach |                       |                  |